# ArcelorMittal Poland у Кракові
50°04′44.1″ пн. ш. 20°05′54.1″ сх. д. / 50.078917° пн. ш. 20.098361° сх. д.

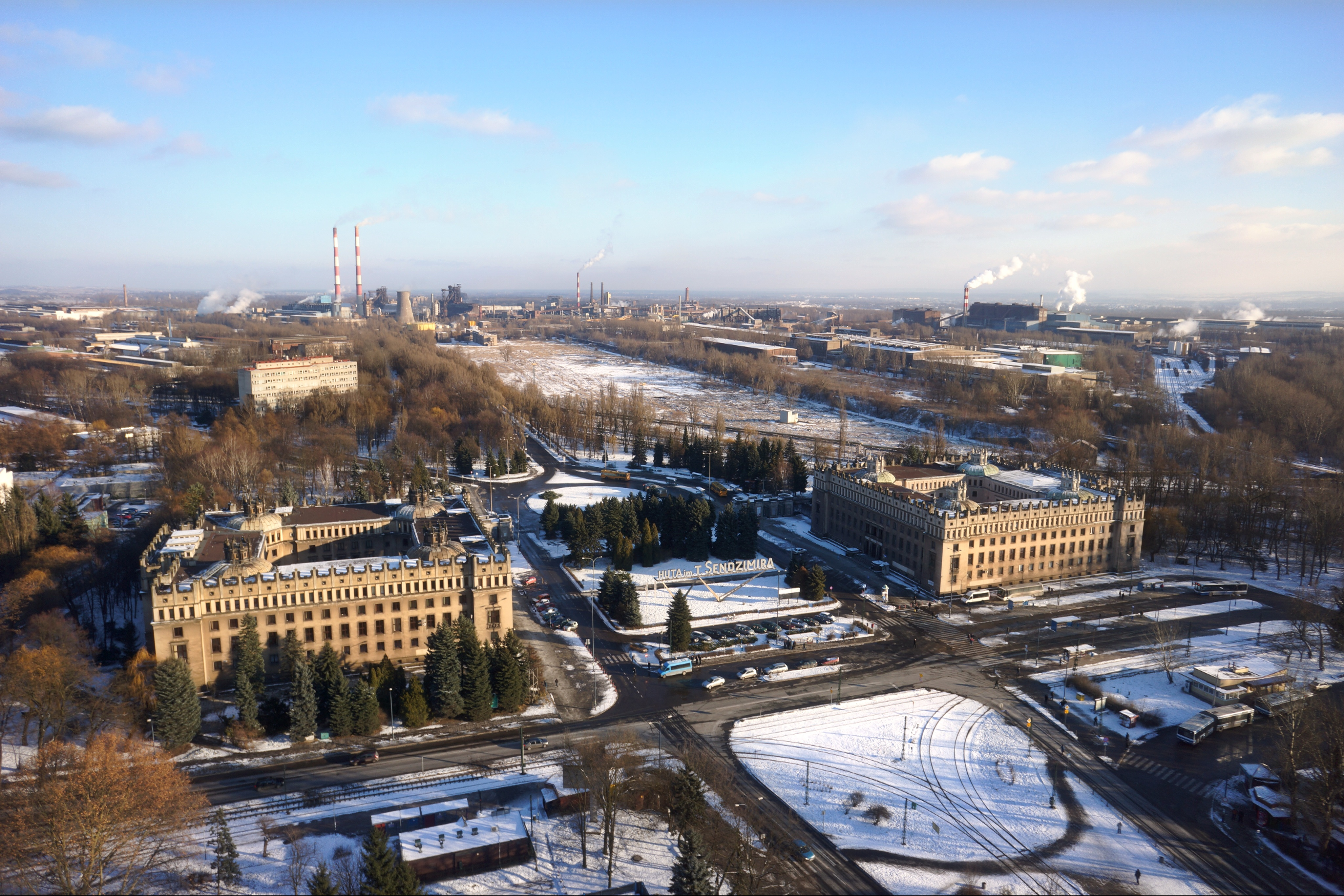
Панорама комбінату. На передньому плані — центральний в'їзд на завод.

ArcelorMittal Poland у Кракові (пол. ArcelorMittal Poland S.A. Oddział w Krakowie, колишні назви — комбінат ім. Леніна, комбінат ім. Тадеуша Сендзимира) — металургійний комбінат у Польщі, в районі Нова Гута міста Кракова, у Верхньосілезькій агломерації. Офіційною датою відкриття комбінату є 22 квітня 1954 року (день народження В. Леніна), коли було зроблено перший випуск чавуну з доменної печі № 1. Побудований при допомозі СРСР. У 20 столітті був найбільшим металургійним підприємством Польщі, наразі є другим за обсягами виробництва (після комбінату ArcelorMittal Poland Dabrowa Gornicza).

## Історія
Будівництво металургійного комбінату розпочалося 26 квітня 1950 року неподалік від міста Кракова — на північному сході від нього. Комбінат будувався за допомоги СРСР. Разом з комбінатом поряд з Краковом було закладено нове місто — Нова Гута (згодом ввійшло до складу Кракова як окремий район). У травні 1953 року розпочав роботу ливарний цех, що виготовляв вироби з чавуну. Офіційною датою відкриття комбінату ім. Леніна було призначено 22 квітня 1954 року (день народження В. Леніна), до якого було прилучено перший випуск на доменній печі № 1. В той самий час було введено в дію ТЕЦ, агломераційну фабрику, коксохімічний завод. 1955 року було отримано сталь з першої на заводі мартенівської печі. У 1970-х роках комбінат був найбільшим металургійним підприємством країни і виплавляв понад 3/5 чавуну і понад 2/5 сталі, виплавлених у Польщі. Це було більше, ніж виплавляли всі 15 старих заводів Верхньосілезької агломерації, в якій знаходився комбінат. У 1970-х роках було побудовано конверторне відділення сталеливарного цеху. В цей час на комбінаті працювало понад 40 тис. осіб.
1990 року комбінат ім. Леніна було перейменовано на комбінат імені Тадеуша Сендзимира.
1995 року було введено в дію установку безперервного розливання сталі.
2005 року комбінат було придбано компанією Mittal Steel і він отримав назву Mittal Steel Poland S.A. Oddział Kraków. Після того як компанія Mittal Steel придбала Arclor, завод було перейменовано на «ArcelorMittal Poland Відділ у Кракові» (пол. ArcelorMittal Poland S.A. Oddział w Krakowie).

## Сучасність

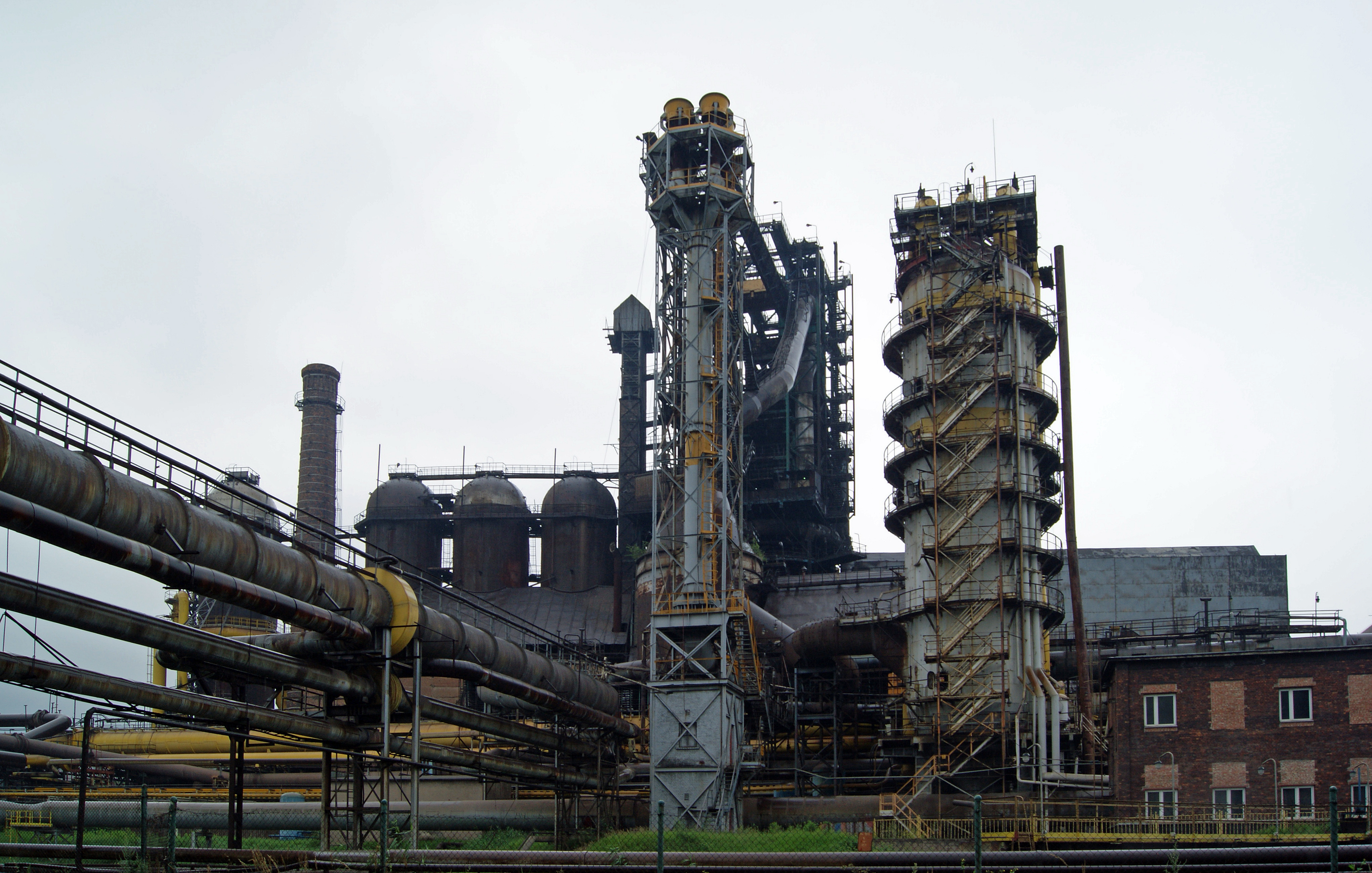
Одна з двох доменних печей заводу.

2013 року на комбінаті працювало 3252 особи.